# Roberto Mariani (architetto)
Roberto Mariani (Pisa, 26 giugno 1938 – Pisa, 25 febbraio 2001) è stato un architetto italiano.

## Biografia
Nato a Pisa nel 1938, si iscrisse alla facoltà di architettura dell'Università degli Studi di Firenze nel 1962, e nel 1970 intraprese l'attività come collaboratore in diversi studi professionali tra cui lo studio pisano di Francesco Tomassi. Qui per sei anni consecutivi partecipò alla progettazione e alla realizzazione di diverse importanti opere di architettura tra le quali la sede della Federazione del PCI in via Fratti a Pisa, edificio che, pubblicato su «L'architettura» di Bruno Zevi, appare subito come innovativo sotto diversi profili connessi con l'esplicazione della vita sociale e partitica. Negli anni seguenti, ancora studente e fino al 1974, iniziò a lavorare nel campo del design e per questo, apprezzandone le doti creative, Dino Gavina da pioniere della produzione industriale per l'arredamento contemporaneo lo chiamò nei suoi laboratori sperimentali a Bologna. Collaborò, inoltre, con diverse case di produzione di mobili ed arredi come designer, partecipando con risultati eccellenti alla progettazione e firmando una propria serie di elementi di arredo. Alcuni elementi da lui progettati sono stati esposti al Festival dei Due Mondi di Spoleto del 1971 in uno stand della Ditta Brunelli.
Conseguì la laurea in architettura nel 1973 iniziando l'attività di libero professionista che ha sempre condotto in proprio a eccezione del periodo compreso tra il 1981 e il 1985, durante il quale ha svolto la propria attività in associazione professionale con gli architetti Massimo Bartolozzi e Piero Livio Landucci. Prese parte alla vita cittadina, politica e professionale, e a quella del suo ordine professionale ricoprendone dal 1981 al 1983 la carica di consigliere. Dal 1977 al 1983 fu consulente della Regione Toscana e membro della Commissione regionale tecnico-amministrativa, e ricoprì inoltre la carica di membro delle commissioni edilizie ed urbanistiche dei comuni di Pisa, Pontedera e Calci; dal 1994 partecipò come socio aderente alle attività dell'Istituto nazionale di urbanistica.
L'intensa attività di Mariani è stata riconosciuta a livello nazionale con la pubblicazione di alcune delle sue opere più significative su note riviste di settore e con il conferimento di numerosi premi, tra i quali nel 1996 il Premio Gubbio, promosso dall'ANCI. Il suo lavoro si è concretizzato in molti progetti e realizzazioni di edifici e complessi architettonici, sia pubblici che privati, dei quali possono essere ricordati per il segno che hanno lasciato nella città di Pisa: il recupero urbano delle corti di San Domenico in corso Italia, e del complesso di via Ruffo, via Garofani e corso Italia nel centro storico; il complesso residenziale di via Contessa Matilde; le due torri per uffici nel centro direzionale di Cisanello; la nuova sede della Pubblica assistenza a Pisanova; il complesso ippico Scuderie Nuove a Barbaricina (vincitore del concorso nazionale di architettura ANPEL 94, 1992-1993); la scuola media di Vecchiano; il polo didattico Giovanni Carmignani dell'Università di Pisa presso piazza dei Cavalieri; il nuovo cimitero di Cascina; l'ampliamento del padiglione III Medico a Cisanello e altre realizzazioni nel campo dell'edilizia scolastica in vari comuni della provincia di Pisa.
Rilevanti sono altresì gli studi ed i progetti di carattere urbanistico fra cui la proposta urbanistica per Marina di Pisa, da lui promossa insieme a un folto gruppo di architetti pisani e tesa alla riqualificazione e valorizzazione del litorale pisano; i piani regolatori di molti comuni, come Vecchiano, Collesalvetti, San Miniato; i piani per i centri storici, tra i quali ultimo quello per San Miniato; e il piano strutturale del comune di Lorenzana.
Morì a Pisa il 25 febbraio 2001.

## Opere
Di seguito è riportato un elenco parziale dei principali progetti di Roberto Mariani.
- Sede della Federazione del PCI in via Fratti 9, Pisa (1964-1967), con Francesco Tomassi[2]
- Edificio per uffici e residenza sui fossi della fortezza Nuova, Livorno (1964-1971), con Francesco Tomassi
- Nuovo padiglione dell'Ospedale psichiatrico, Volterra (1973-1975)
- Progetto di restauro dell'edificio tra via della Palla a corda e via del Cuore, Pisa, (1975), con Gaetano Nencini
- Scuola elementare di Vicopisano, (1975-1977) con Francesco Tomassi
- Scuola media di Vecchiano (1975-1981), con E. Puccini
- Nuovo cimitero comunale di Cascina, (1975-1987), con M. De Santis
- Piano per l'edilizia economica e popolare, Montescudaio (1980)
- Progetto e realizzazione di dodici villette a schiera nel P.E.E.P. di Montescudaio (1980), con Massimo Bartolozzi
- Concorso per la nuova stazione marittima di Piombino (1981)
- Piano regolatore generale del comune di Collesalvetti (1983)
- Piano particolareggiato delle aree a destinazione produttiva, Montignoso (1983)
- Progetto per l'arredo urbano, Montescudaio (1983)
- Piano di recupero centro urbano, Collesalvetti (1984)
- Insediamento per uffici finanziari a Cisanello, Pisa (1986), con N. Salinari
- Recupero dell'area ex Istituti di ricovero in corso Italia, Corte di San Domenico, Pisa (1987-1992)
- Complesso residenziale per trentotto appartamenti in via Contessa Matilde, Pisa (1988-1991)
- Nuovo palazzo di giustizia di Cisanello, Pisa (1990), con M. Nicoletti e Bellucci
- Ristrutturazione e riutilizzo di edificio in via del Bastione, Pisa (1990)
- Nuova sede della pubblica assistenza in via Bargagna a Cisanello, Pisa (1990-1995)
- Nuovo stabilimento del Colorificio Toscano di Ospedaletto, Pisa (1990-1998), con Giuseppe Bentivoglio
- Piano di recupero dell'area compresa fra corso Italia, via Titta Ruffo, via Garofani a Pisa (1990-1999)
- Polo didattico Giovanni Carmignani, Pisa (1992-1993), con Teresa Arrighetti[4]
- Complesso per attrezzature ippiche a Barbaricina (1992-1993)
- Edificio a uso industriale per colorificio, Hong-Kong (1993), con Giuseppe Bentivoglio
- Sistemazione e riutilizzo dell'area produttiva di viale delle Cascine, Pisa (1995-1996), con Giuseppe Bentivoglio
- Piano regolatore generale del comune di Lorenzana (1997), con Teresa Arrighetti e Mino Gremigni
- Piano particolareggiato per un'area destinata ad attrezzature sportive e parco in viale delle Cascine, Pisa (1997-1998), con Teresa Arrighetti e Francesca Banchetti
- Ristrutturazione e trasformazione in residenza e spazi a uso sociale della scuola elementare di Castel Maggiore (1998-2000)

## Pubblicazioni (parziale)
- Complesso ippico a Barbaricina, in «Metrocubo», a. XI (1994), n. 66, pp. 8-9.
- Corti San Domenico. Nuovi servizi nel cuore della città, in «Polis idee e cultura nella città - Pisa», a. III (1997), n. 10, giugno, pp. 112-113.
- La periferia e le recenti esperienze di pianificazione, a cura di M. Pasqualetti, in «Notiziario dell'Ordine degli Architetti della Provincia di Pisa», a. 1 (1995), pp. 8-17.
- Sede della federazione del PCI a Pisa, presentazione di R. Pedio, in «L'Architettura cronache e storia», a. XIX (1973), n. 1, maggio, pp. 6-13.
- Un "controprogetto" per Marina di Pisa, in «VIA. Valutazione d'impatto ambientale. Progettare per l'ambiente», a. IX (1995), n. 31, pp. 56-69.